# 長野美鄉
長野美鄉（1986年11月27日—），出身於愛知縣三好市。日本自由播報員、藝人，經紀公司是cent. Force。

## 經歷
先後就讀於三好町立中部小學校、三好町立三好中學校、愛知縣立豐田西高等學校。
2006年度上智大學校花選美「Miss Sophia」冠軍、Miss of Miss Campus Queen Contest亞軍。
2009年3月，畢業於上智大學經濟學部。有報導說上智大學在學期間取得朝日電視台播報員的內定，但辭退了，報導真偽不明。曾參加NHK和富士電視台的播報員招募，但結果都落選。2009年3月30日，接任皆藤愛子擔任富士電視台晨間新聞節目《鬧鐘電視》的第五任天氣預報員。
2010年至2012年連續三年在Oricon的調查「最受歡迎天氣預報員」排行前列，2010年和2012年更高踞第二位，女性天氣預報員第一位。

## 外部連結
- Cent FORCE 長野美鄉檔案 （页面存档备份，存于）